# Escola de Artes Visuais de Yukon
A Escola de Artes Visuais de Yukon (em inglês: Yukon School of Visual Arts) abreviado como SOVA, é a escola de artes plásticas pós-secundária mais setentrional do Canadá, e recebe seu credenciamento através da Divisão de Artes Aplicadas do Yukon College. A SOVA está localizada dentro do território tradicional da Primeira Nação Tr'ondëk Hwëch'in em Dawson City, no território de Yukon, Canadá. A SOVA oferece um programa que é o equivalente ao primeiro ano de um diploma de bacharel em belas artes (BFA). A escola oferece um currículo experimental e integrado que é baseado em projeto com cursos de artes visuais. Os estudantes bem-sucedidos continuam seus diplomas em escolas parceiras de arte em todo o Canadá, incluindo a Faculdade de Artes e Design de Ontário em Toronto, o Universidade Emily Carr de Arte e Design em Vancouver, a Faculdade de Arte e Design de Alberta em Calgary e a Universidade de Arte e Design da Nova Escócia em Halifax.